# مرد دوم (فیلم)
مرد دوم (به هندی: Doosra Aadmi) فیلمی محصول سال ۱۹۷۷ و به کارگردانی رامش تالوار است. در این فیلم بازیگرانی همچون راکهی گلزار، ریشی کاپور، نیتو سینگ، شاشی کاپور، دون ورما، پاریکشیت سهنی و ساتین کاپو ایفای نقش کرده‌اند.